# Anna Andrea Malzer
Anna Andrea Malzer (født 25. september 1991) er en dansk teaterinstruktør og dramatiker. Hun er uddannet fra Den Danske Scenekunstskoles instruktørlinje 2017. I sæsonen 2018/19 var hun kunstnerisk leder af Teater Momentum. Fra sommeren 2019 tiltrådte hun som teaterchef på Mungo Park i Allerød, hvor hun efterfulgte Lasse Bo Handberg. Hun vandt i 2019 årets talentpris ved Reumert uddelingen.